# قسم قلعة الريفي (مقاطعة تشرداول)
قسم قلعة الريفي (بالفارسية: دهستان قلعه) هي منطقة سكنية تقع في محافظة إيلام في إيران. يقدر عدد سكانها بـ 2,398 نسمة .